# València al segle XIX

València i els pobles dels voltants entorn del 1840.

La història de València, com en bona part la de la resta d'Europa, entre l'acabament del segle xviii i el començament del XIX va estar marcada per les repercussions de la revolució francesa.
Davant la notícia de les abdicacions de Carles IV i Ferran VII i de l'alçament de Madrid el 2 de maig davant de les tropes napoleòniques, el poble valencià es va alçar en armes el 23 de maig de 1808 enardit per les arengues de personatges com el Palleter. Els amotinats van prendre la Ciutadella i van constituir una Junta Suprema de govern que es va fer càrrec de la ciutat i es va preparar per a la defensa. En el tens ambient revolucionari, el sector més radical de la revolta va assaltar la Ciutadella i va passar per les armes quatre-cents civils francesos allí refugiats.
El 28 de juny es va produir un primer atac de l'exèrcit napoleònic al comandament del general Moncey, que va ser heroicament refusat. Posteriorment, el general Suchet va repetir el setge per dues vegades i va aconseguir el seu objectiu el 9 de gener de 1812, després de diversos dies d'incessants bombardeigs. El seu control sobre la ciutat va ser breu, perquè al juliol de 1813 va haver d'abandonar-la davant de la retirada de l'exèrcit francés.
Durant els anys d'invasió napoleònica els valencians van fer eleccions a diputats i van enviar els seus representants a les Corts de Cadis, on es va redactar una constitució de caràcter liberal i antisenyorial.
Un any després de l'eixida de les tropes de Suchet, al maig de 1814, Ferran VII va tornar a la península a través de València, va fer una escenogràfica entrada triomfal i es va instal·lar al palau de Cervelló, va derogar immediatament la constitució aprovada a Cadis i va instaurar un règim de caràcter absolutista. La ciutat va viure eixos anys davall les ordres del general Elío, que la va governar durament.
La història de València durant el regnat de Ferran VII i fins i tot després, és substancialment la de la resta d'Espanya: una etapa de conflictes entre els partidaris d'un règim absolutista que s'afona per moments i els adeptes del liberalisme, que no acaben de controlar el poder. Però a València es van viure alguns dels episodis més notables. Al març de 1820, durant el Trienni Liberal (1820-23), Elío va ser empresonat i tres mesos després executat. Durant l'etapa ultraconservadora que va seguir a continuació (l'anomenada Dècada Ominosa, de 1823 a 1833), es va portar a terme una repressió implacable contra liberals i maçons a càrrec de les forces de l'Estat i de la Inquisició, que va executar a València a la seua última víctima l'any 1824, Cayetano Ripoll, un mestre acusat de "deista" i "maçó".
Després de la mort de Ferran VII el 1833, durant la regència de Maria Cristina i el posterior govern progressista del general Espartero, es va liquidar definitivament l'Antic Règim i es va consolidar l'estat liberal. Van ser anys difícils, en els quals la ciutat va viure un clima revolucionari, hi hagué enfrontaments entre liberals i republicans, i una permanent amenaça de les tropes carlines de Cabrera que, baixant des del Maestrat, assolaven l'horta. Va ser des de València on María Cristina va partir a l'exili a l'octubre de 1840, després de fracassar un acord amb Espartero, i va ser a esta mateixa ciutat on va tornar tres anys després, davant l'alçament del general Narváez, que va deposar Espartero i va proclamar Isabel II com a reina.
Durant este convuls període es van produir canvis importants. El 1833 es van crear les províncies. Eixe mateix any es va reestructurar l'Ajuntament, i van desaparéixer els càrrecs vitalicis per a accedir-hi personatges de la burgesia local, representants sens dubte de l'oligarquia, però elegits per mitjà de sufragi. El 1837 es va posar en marxa la desamortització de béns de l'Església i isqueren al mercat immobles i terrenys que van ser adquirits en la seua major part per la burgesia local.
El regnat d'Isabel II va constituir una etapa de relativa estabilitat i de creixement per a València. L'Ajuntament, com el país en el seu conjunt, va passar a les mans d'una burgesia moderada, personatges enriquits pels negocis urbanístics realitzats a conseqüència de la desamortització, per la prestació de servicis a la comunitat (abastiment d'aigua, pavimentat, gas, transports), o per operacions financeres. Encara que en la seua concepció de les coses no hi haguera un límit clar entre els seus negocis i els seus compromisos polítics, no hi ha dubte que gràcies a persones eminents com José Campo, València va fer un canvi qualitatiu cap a la modernitat i va millorar substancialment les infraestructures i els servicis, alhora que s'hi dugueren a terme projectes, com el del port, demandats molts anys abans.
A pesar de tot, l'agitat context ideològic ––reflex del que es vivia a Europa–– i els excessos reaccionaris de la corona van desembocar en la revolució de 1868, la Gloriosa. Isabel II va anar a l'exili, es va redactar una constitució progressista i es va formar nou govern presidit pel general Prim, el qual es va encarregar de buscar un candidat per a ocupar el tron, i el trobà en Amadeu de Savoia. El nou rei va governar segons la constitució durant quasi un any, infestat de conflictes polítics (entre els borbons partidaris de la restauració, els carlins, els republicans federalistes i els socialistes), però finalment va abdicar el 1873 i es va proclamar la Primera República.
Al bell mig d'un ambient radicalitzat, es va desencadenar la insurrecció cantonalista. El Cantó de València, proclamat el 19 de juliol, no va tindre el caràcter revolucionari que va aconseguir a diverses zones d'Espanya, però el govern de Madrid va decidir ofegar la rebel·lió mitjançant les armes i va enviar tropes comandades pel general Martínez Campos, nomenat capità general de la plaça, el qual, el 7 d'agost, va entrar a la ciutat després de sotmetre-la a un intens bombardeig. Calmat el conflicte, el militar va buscar-hi suports per a promoure la Restauració de la dinastia borbònica, i després del pronunciament de Sagunt i l'ocupació de València, va donar un colp d'estat que va derrocar al govern republicà. Alfons XII, fill d'Isabel II, va arribar a València, camí de Madrid, l'11 de gener de 1875, i poc després va ser proclamat rei.
València va ser el bressol de la Restauració borbònica, perquè destacats membres del patriciat local van contribuir-ne a l'adveniment i van ajudar a construir el sosteniment polític del sistema, el bipartidisme entre conservadors i liberals, per mitjà del clientelisme i el caciquisme. L'estabilitat entre totes dos formacions va començar a caure, no obstant això, per la concessió del sufragi universal masculí el 1890, i a partir de tot això el republicanisme, que tenia Vicente Blasco Ibáñez al capdavant, va ascendir considerablement fins a convertir-se en la força més votada a la ciutat.
Als anys setanta va començar a tindre força un moviment cultural compromés pel que fa a la recuperació de la llengua i les tradicions valencianes, la Renaixença valenciana, que havia donat els seus primers passos dos dècades abans mitjançant la convocatòria dels primers Jocs Florals. A les posicions inicials, més pròximes al romanticisme i a l'evocació nostàlgica, que tenien Teodor Llorente al capdavant, s'hi van enfrontar els plantejaments més reivindicatius que encarnaven persones com Constantí Llombart, creador de Lo Rat Penat.
Des de l'últim quart de segle València va començar a créixer de forma decidida. El derrocament de les muralles l'any 1868, una vella aspiració per la qual passaven totes les ànsies de modernitat, va ser el senyal d'eixida per a l'assalt de les àrees perifèriques. L'obertura de les grans vies, previstes en els plans d'Eixamplament, van potenciar la ràpida urbanització del sector oriental, que tindria una trama viària ordenada, que es va poblar d'edificis d'estil modernista i eclèctic, molts dels quals encara existixen. A la resta, especialment a la vora oposada del Túria, la urbanització es va retardar fins ben avançat el segle xx. Una segona manifestació del caràcter expansiu de València va ser l'annexió de catorze municipis perifèrics : Patraix (1870), Beniferri (1872), Russafa (1877), Benimaclet (1878), Benimàmet (1882), els Orriols (1882), Borbotó (1888), Mauella (1891), Campanar (1897), Vilanova del Grau (1897), el Poble Nou de la Mar (1897), Carpesa (1898), Massarrojos (1899) i Benifaraig (1900).
La modernitat va canviar els hàbits socials de la ciutat. La fira de juliol va passar a ser l'eix del calendari festiu, sense renunciar per això a les celebracions més tradicionals o a aquelles que començaven a adquirir importància, com les falles. El teatre era l'espectacle de masses, així com els bous, encara que prompte van aparéixer més novetats, com el cinematògraf, de moment una mera curiositat. Els ciutadans acomodats acudien al club o al café, mentre els obrers, cada vegada més nombrosos, es reunien als casinos, centres de diversió i de cultura.